# Sanja Radosavljević
Sanja Radosavljević (în sârbă Сања Радосављевић; n. 15 ianuarie 1994, Panciova, Republica Serbia, Serbia) este o handbalistă din Serbia care evoluează pe postul de extremă stânga pentru clubul românesc CS Măgura Cisnădie și echipa națională a Serbiei.
În 2021 Sanja Radosavljević a absolvit Facultatea de Drept.

## Palmares
- Liga Campionilor:
  - Sfertfinalistă: 2022
  - Play-off: 2023
  - Calificări: 2015, 2016

- Cupa Cupelor:
  - Optimi de finală: 2015
  - Turul 3: 2016

- Liga Europeană:
  - Grupe: 2021

- Cupa EHF:
  - Optimi de finală: 2013
  - Turul 3: 2014, 2018, 2020
  - Turul 2: 2019

- Campionatul Serbiei:
  -  Câștigătoare: 2014, 2015
  -  Medalie de bronz: 2013, 2016

- Cupa Serbiei:
  -  Câștigătoare: 2015
  -  Finalistă: 2014
  - Semifinalistă: 2013, 2016

- Campionatul Sloveniei:
  -  Câștigătoare: 2022, 2023

- Cupa Sloveniei:
  -  Câștigătoare: 2022, 2023

- Supercupa Sloveniei:
  -  Câștigătoare: 2022